# Tak över huvet
Tak över huvet (originaltitel Home to Roost) är en brittisk komediserie, som visades i brittisk TV åren 1985–1990. Första säsongen visades i SVT1 mellan den 13 januari och den 24 februari 1989 och den andra säsongen mellan den 5 maj och den 16 juni samma år.

## Handling
Den medelålders Henry Willows (John Thaw) är frånskild och lever själv. Han njuter av tillvaron, tills hans son Matthew (Reece Dinsdale) dyker upp, efter att ha blivit utkastad från sin mors bostad. Matthew, som flyttar i hos sin far, har en benägenhet att hamna i olika sorters trubbel.

## Roller
- Henry Willows – John Thaw
- Matthew Willows – Reece Dinsdale
- Enid Thompson – Elizabeth Bennett
- Fiona Fennell – Joan Blackham
- Julie Willows – Rebecca Lacey